# Gynoxys ilicifolia
Gynoxys ilicifolia là một loài thực vật có hoa trong họ Cúc. Loài này được (L.f.) Wedd. mô tả khoa học đầu tiên năm 1856.